# Глубочица (приток Кошанки)
Глубочица — река в России, протекает в Куньинском районе Псковской области. Устье реки находится в 5 км по левому берегу реки Кошанка. Длина реки составляет 11 км.
У истока находятся нежилые деревни Гамзово и Татуи, ниже расположена деревня Суворово Боталовской волости.

## Данные водного реестра
По данным государственного водного реестра России относится к Балтийскому бассейновому округу, водохозяйственный участок реки — Ловать и Пола, речной подбассейн реки — Волхов. Относится к речному бассейну реки Нева (включая бассейны рек Онежского и Ладожского озера).
Код объекта в государственном водном реестре — 01040200312102000023278.